# Урешіно

Урешіно́ (яп. 嬉野市, うれしのし, МФА: [uɾeɕino ɕi̥]?) — місто в Японії, в префектурі Саґа.     Отримало статус міста 2006 року. Площа становить 126,51 км². Станом на 1 серпня 2011 року населення складало 28 683  осіб, густота населення — 227 осіб/км².     

## Історія
Таку отримало статус міста 1 січня 2006 року.